# 泰爾尼夫卡 (日托米爾州)
50°28′26″N 27°28′43″E / 50.47389°N 27.47861°E
泰爾尼夫卡（烏克蘭語：Тернівка），是烏克蘭中部日托米爾州的村落，由茲維亞赫爾區的亞倫市鎮所轄，距離茲維亞赫爾約21公里，始建於1946年，面積2.42平方公里，海拔高度220米，2001年人口459，人口密度每平方公里189.67人。